# JTBC 주말특별기획드라마
JTBC 주말 특별 기획 드라마는 JTBC에서 2013년 3월 16일부터 2015년 11월 29일까지 방송했던 드라마 프로그램이었다.

## 개요
《송곳》을 마지막으로 JTBC 주말 특별 기획 드라마는 폐지됐다.

## 프로그램 리스트
- 아래 드라마 프로그램들은 2003년 이전에 제작·방송한 작품들로 부득이하게 일부 장면에서 흡연 장면 및 담배 소품이 노출될 수 있으며 시청자 여러분들의 양해를 바란다.
- 아래 드라마 프로그램들은 2002년 11월 이후 시청 가능 연령을 표시한 드라마 등급 제도를 의무적으로 시행하여 현재까지 이어지고 있다.
- 2017년 3월 1일부터 TV 프로그램 등급 표시 외에 주제, 폭력성, 선정성, 언어, 모방 위험 등 분류 사유 표시를 의무적으로 시행하고 있다.

### 2010년대
- 《세계의 끝》 : 2013년 3월 16일 ~ 2013년 5월 5일
- 《송곳》 : 2015년 10월 24일 ~ 2015년 11월 29일 (해당 프로그램을 마지막으로 JTBC 주말 특별 기획 드라마 폐지)

## 경쟁 프로그램
- KBS 1TV 주말 특별 기획 드라마
- MBC 주말 특별 기획 드라마
- SBS 주말 특별 기획 드라마